# Седяш (Караідельський район)
Седя́ш (рос. Седяш, башк. Сиҙәш) — присілок у складі Караідельського району Башкортостану, Росія. Адміністративний центр Верхньосуянської сільської ради.
Населення — 301 особа (2010; 299 у 2002).
Національний склад:
- башкири — 89 %